# Škoda 3,7 cm A7
Lo Škoda 3,7 cm A7, ufficialmente 3,7 cm ÚV vz. 38 (in ceco: útočná vozba, carro armato) era un cannone per veicoli corazzati realizzato dagli Škoda Works in Cecoslovacchia, negli anni precedenti la seconda guerra mondiale.

## Storia
Il cannone costituiva l'armamento primario del carro armato medio ceco LT Vz. 38. Dopo l'occupazione tedesca della Cecoslovacchia, il nuovissimo carro fu requisito come preda bellica dalla Wehrmacht, che lo introdusse in servizio come Panzer 38(t). La Germania nazista fu la maggiore utilizzatrice del cannone, che fu ridenominato 3,7 cm Kampfwagenkanone 38(t), abbreviato in 3,7 KwK 38 (t).

## Tecnica
Il pezzo aveva una canna lunga 47,8 calibri. Oltre alla munizione ad alto esplosivo HE originale, i tedeschi dotarono l'arma di due munizioni anticarro, la Pzgr.39 del tipo APCBC e la Pzgr.40 tipo APCR con nucleo in tungsteno.
| Munizionamento disponibile |                |                                |       |        |        |
| Tipo                       | Modello        | Penetrazione a 60° (mm): 100 m | 500 m | 1000 m | 1500 m |
| APCBC                      | 3,7 cm Pzgr.39 | 41                             | 35    | 29     | 24     |
| APCR                       | 3,7 cm Pzgr.40 | 64                             | 34    | -      | -      |